# 格劳县
格劳县是缅甸掸邦下辖的一个县。

## 历史沿革
2022年4月30日，缅甸政府以东枝县格劳镇区、良瑞镇区和贝贡镇区新设格劳县。

## 行政区划
格劳县下辖格劳镇区、良瑞镇区和贝贡镇区3个镇区。